# Campares
Campares (aragonesisch Camparés) ist ein spanischer Ort in der Provinz Huesca der Autonomen Gemeinschaft Aragonien. Campares, im Pyrenäenvorland liegend, gehört zur Gemeinde Sabiñánigo. Der Ort hatte im Jahr 2015 einen Einwohner.
Der Ort liegt etwa sieben Kilometer (Luftlinie) südwestlich von Sabiñánigo.